# Croatia Cup de 2017
Croatia Cup de 2017 foi o quinto evento do Grand Prix Júnior de 2017–18 e a nona vez que a Croácia sediou o Grand Prix ISU Júnior. A competição foi disputada entre os dias 27 de setembro e 30 de setembro, na cidade de Zagreb, Croácia. Os patinadores ganham pontos para se qualificar para a final do Grand Prix Júnior de 2017–18.

## Eventos
- Individual masculino
- Individual feminino
- Duplas
- Dança no gelo

## Medalhistas
| Evento                        | Ouro                                         | Prata                                     | Bronze                                           |
| Individual masculino detalhes | Alexei Krasnozhon · Estados Unidos           | Joseph Phan · Canadá                      | Makar Ignatov · Rússia                           |
| Individual feminino detalhes  | Sofia Samodurova · Rússia                    | Mako Yamashita · Japão                    | Anastasia Tarakanova · Rússia                    |
| Duplas detalhes               | Polina Kostiukovich · Dmitrii Ialin · Rússia | Gao Yumeng · Xie Zhong · China            | Aleksandra Boikova · Dmitrii Kozlovskii · Rússia |
| Dança no gelo detalhes        | Marjorie Lajoie · Zachary Lagha · Canadá     | Sofia Shevchenko · Igor Eremenko · Rússia | Ksenia Konkina · Grigory Yakushev · Rússia       |

## Resultados

### Individual masculino
| Pos.              | Nome                         | Nacionalidade  | Pontos | PC         | PL          |
| ----------------- | ---------------------------- | -------------- | ------ | ---------- | ----------- |
| Medalha de ouro   | Aleksei Krasnozhon           | Estados Unidos | 225.48 | 80.26 (1)  | 145.22 (2)  |
| Medalha de prata  | Joseph Phan                  | Canadá         | 221.07 | 76.09 (2)  | 144.98 (3)  |
| Medalha de bronze | Makar Ignatov                | Rússia         | 219.22 | 72.00 (4)  | 147.22 (1)  |
| 4                 | Mitsuki Sumoto               | Japão          | 207.54 | 73.18 (3)  | 134.36 (4)  |
| 5                 | Koshiro Shimada              | Japão          | 196.72 | 64.85 (6)  | 131.87 (5)  |
| 6                 | Başar Oktar                  | Turquia        | 194.39 | 67.08 (5)  | 127.31 (7)  |
| 7                 | Artur Danielian              | Rússia         | 188.36 | 61.31 (7)  | 127.05 (8)  |
| 8                 | Hao Yan                      | China          | 187.48 | 56.94 (10) | 130.54 (6)  |
| 9                 | Adam Siao Him Fa             | França         | 183.46 | 61.28 (8)  | 122.18 (9)  |
| 10                | An Geon-hyeong               | Coreia do Sul  | 164.33 | 58.36 (9)  | 105.97 (11) |
| 11                | Nik Folini                   | Itália         | 157.46 | 51.65 (13) | 105.81 (12) |
| 12                | Davide Lewton Brain          | Mônaco         | 154.25 | 54.74 (11) | 99.51 (13)  |
| 13                | Nika Egadze                  | Geórgia        | 153.17 | 44.08 (16) | 109.09 (10) |
| 14                | Goku Endo                    | Estados Unidos | 147.38 | 53.30 (12) | 94.08 (14)  |
| 15                | Micah Kai Lynette            | Tailândia      | 141.64 | 50.56 (14) | 91.08 (15)  |
| 16                | Joshua Brown                 | Reino Unido    | 133.56 | 46.12 (15) | 87.44 (16)  |
| 17                | Charles Katanovic            | Croácia        | 119.95 | 43.02 (18) | 76.93 (17)  |
| 18                | Aleix Gabara                 | Espanha        | 114.90 | 39.93 (19) | 74.97 (18)  |
| 19                | Chadwick Wang                | Singapura      | 108.93 | 37.93 (21) | 71.00 (19)  |
| 20                | James Thompson               | Austrália      | 106.97 | 38.66 (20) | 68.31 (20)  |
| 21                | Jakub Krsnak                 | Eslováquia     | 106.52 | 43.11 (17) | 63.41 (21)  |
| 22                | Elliot Jang                  | Taipei Chinesa | 98.26  | 36.88 (22) | 61.38 (22)  |
| 23                | Muhammad Dwi Rizqy Apolianto | Indonésia      | 77.59  | 25.68 (23) | 51.91 (23)  |

### Individual feminino
| Pos.              | Nome                    | Nacionalidade      | Pontos | PC         | PL         |
| ----------------- | ----------------------- | ------------------ | ------ | ---------- | ---------- |
| Medalha de ouro   | Sofia Samodurova        | Rússia             | 187.86 | 62.43 (3)  | 125.43 (1) |
| Medalha de prata  | Mako Yamasita           | Japão              | 175.75 | 65.22 (2)  | 110.53 (2) |
| Medalha de bronze | Anastasia Tarakanova    | Rússia             | 165.57 | 66.58 (1)  | 98.99 (6)  |
| 4                 | You Young               | Coreia do Sul      | 163.42 | 53.81 (5)  | 109.61 (3) |
| 5                 | Kaitlyn Nguyen          | Estados Unidos     | 148.60 | 47.28 (8)  | 101.32 (4) |
| 6                 | Lea Dastich             | Alemanha           | 146.55 | 54.41 (4)  | 92.14 (8)  |
| 7                 | Akari Matsuoka          | Japão              | 145.00 | 45.86 (11) | 99.14 (5)  |
| 8                 | Sofia Sula              | Finlândia          | 143.77 | 47.70 (7)  | 96.07 (7)  |
| 9                 | Lee Hyun-soo            | Coreia do Sul      | 136.55 | 46.52 (10) | 90.03 (9)  |
| 10                | Elisabetta Leccardi     | Itália             | 134.17 | 48.87 (6)  | 85.30 (11) |
| 11                | Emily Bausback          | Canadá             | 133.38 | 46.96 (9)  | 86.42 (10) |
| 12                | Stefanie Pesendorfer    | Áustria            | 130.59 | 45.65 (12) | 84.94 (12) |
| 13                | Silvia Hugec            | Eslováquia         | 122.87 | 44.61 (13) | 78.26 (14) |
| 14                | Andrea Montesinos Cantu | México             | 120.30 | 38.18 (18) | 82.12 (13) |
| 15                | Anastasia Vaipen-Law    | Reino Unido        | 118.61 | 42.90 (15) | 75.71 (16) |
| 16                | Chen Hongyi             | China              | 117.29 | 39.48 (16) | 77.81 (15) |
| 17                | Noémie Bodenstein       | Suíça              | 112.43 | 42.92 (14) | 69.51 (17) |
| 18                | Amelia Jackson          | Austrália          | 106.75 | 38.51 (17) | 68.24 (18) |
| 19                | Nina Polsak             | Eslovênia          | 98.80  | 31.50 (26) | 67.30 (19) |
| 20                | Eliza Pancheva          | Bulgária           | 96.72  | 34.54 (22) | 62.18 (21) |
| 21                | Leona Rogić             | Sérvia             | 95.24  | 31.62 (25) | 63.62 (20) |
| 22                | Elif Erdem              | Turquia            | 93.66  | 33.37 (23) | 60.29 (22) |
| 23                | Katarina Kitarović      | Croácia            | 93.23  | 34.76 (21) | 58.47 (24) |
| 24                | Hana Cvijanović         | Croácia            | 92.93  | 34.82 (20) | 58.11 (25) |
| 25                | Nicole Tsin Nam Chan    | Hong Kong          | 90.96  | 35.23 (19) | 55.73 (28) |
| 26                | Emma Jang               | Taipei Chinesa     | 88.81  | 31.36 (27) | 57.45 (26) |
| 27                | Savika Refa Zahira      | Indonésia          | 87.59  | 29.05 (30) | 58.54 (23) |
| 28                | Ana Maria Ion           | Romênia            | 86.15  | 29.77 (28) | 56.38 (27) |
| 29                | Xin Yi Loke             | Singapura          | 83.44  | 32.91 (24) | 50.53 (29) |
| 30                | Gemma Marshall          | Luxemburgo         | 75.96  | 28.10 (31) | 47.86 (30) |
| 31                | Polina Ustinova         | Chipre             | 69.90  | 22.93 (33) | 46.97 (31) |
| 32                | Margret Sol Torfadottir | Islândia           | 62.63  | 24.23 (32) | 38.40 (33) |
| 33                | Teekhree Silpa-Archa    | Tailândia          | 61.38  | 22.06 (34) | 39.32 (32) |
| 34                | Angela Prilepcanska     | Macedónia do Norte | 47.16  | 17.58 (35) | 29.58 (34) |
| WD                | Patricia Skopančić      | Croácia            | —      | 29.20 (29) | — (WD)     |

### Duplas
| Pos.              | Nome                                    | Nacionalidade  | Pontos | PC         | PL         |
| ----------------- | --------------------------------------- | -------------- | ------ | ---------- | ---------- |
| Medalha de ouro   | Polina Kostiukovich / Dmitrii Ialin     | Rússia         | 165.48 | 59.68 (3)  | 105.80 (1) |
| Medalha de prata  | Gao Yumeng / Xie Zhong                  | China          | 164.96 | 59.99 (2)  | 104.97 (2) |
| Medalha de bronze | Aleksandra Boykova / Dmitrii Kozlovskii | Rússia         | 163.21 | 61.23 (1)  | 101.98 (3) |
| 4                 | Evelyn Walsh / Trennt Michaud           | Canadá         | 150.32 | 49.12 (7)  | 101.20 (4) |
| 5                 | Laiken Lockley / Keenan Prochnow        | Estados Unidos | 141.99 | 51.48 (5)  | 90.51 (5)  |
| 6                 | Daria Kvartalova / Alexei Sviatchenko   | Rússia         | 138.97 | 52.38 (4)  | 86.59 (6)  |
| 7                 | Zhang Yuyao / Jia Ziqi                  | China          | 129.85 | 49.71 (6)  | 80.14 (8)  |
| 8                 | Sarah Feng / Tommy-Jo Nyman             | Estados Unidos | 125.98 | 42.42 (11) | 83.56 (7)  |
| 9                 | Sui Jiaying / Guo Yunzhi                | China          | 124.50 | 44.48 (9)  | 80.02 (9)  |
| 10                | Olivia Boys-Eddy / Mackenzie Boys-Eddy  | Canadá         | 123.42 | 46.39 (8)  | 77.03 (10) |
| 11                | Isabella Gamez / Ton Consul             | Estados Unidos | 113.21 | 42.88 (10) | 70.33 (11) |
| 12                | Chloe Choinard / Mathieu Ostiguy        | Canadá         | 108.08 | 41.95 (12) | 66.13 (12) |

### Dança no gelo
| Pos.              | Nome                                          | Nacionalidade  | Pontos | DC         | DL         |
| ----------------- | --------------------------------------------- | -------------- | ------ | ---------- | ---------- |
| Medalha de ouro   | Marjorie Lajoie / Zachary Lagha               | Canadá         | 150.30 | 62.89 (1)  | 87.41 (1)  |
| Medalha de prata  | Sofya Shevchenko / Igor Eremenko              | Rússia         | 145.05 | 59.97 (3)  | 85.08 (2)  |
| Medalha de bronze | Ksenia Konkina / Grigory Yakushev             | Rússia         | 143.77 | 60.16 (2)  | 83.61 (3)  |
| 4                 | Eliana Gropman / Ian Somerville               | Estados Unidos | 127.54 | 52.16 (5)  | 75.38 (4)  |
| 5                 | Ellie Fisher / Simon-Pierre Mallette-Paquette | Canadá         | 122.00 | 49.08 (6)  | 72.92 (5)  |
| 6                 | Chiara Calderone / Pietro Papetti             | Itália         | 112.01 | 47.52 (7)  | 64.49 (9)  |
| 7                 | Emily Rose Brown / James Hernandez            | Reino Unido    | 110.68 | 45.58 (10) | 65.10 (7)  |
| 8                 | Ria Schwendinger / Valentin Wunderlich        | Alemanha       | 109.50 | 46.89 (9)  | 62.61 (10) |
| 9                 | Villö Marton / Danyil Semko                   | Hungria        | 109.20 | 44.39 (11) | 64.81 (8)  |
| 10                | Ning Wanqi / Wang Chao                        | China          | 105.88 | 40.49 (12) | 65.39 (6)  |
| 11                | Olga Giglavaya / Yegor Yegorov                | Ucrânia        | 103.76 | 47.08 (8)  | 56.68 (12) |
| 12                | Sophia Elder / Christopher Elder              | Estados Unidos | 94.70  | 37.17 (13) | 57.53 (11) |
| 13                | Megumi Tsutsumi / Devin Dickey                | México         | 76.59  | 33.86 (14) | 42.73 (13) |
| 14                | Malene Niquita-Basquin / Jaime Garcia         | Espanha        | 71.79  | 30.72 (15) | 41.07 (14) |
| WD                | Natacha Lagouge / Corentin Rahier             | França         | —      | 53.43 (4)  | — (WD)     |

## Quadro de medalhas
| Ordem | País           | Medalha de ouro | Medalha de prata | Medalha de bronze |    | Ordem por total |
| ----- | -------------- | --------------- | ---------------- | ----------------- | -- | --------------- |
| 1     | Rússia         | 2               | 1                | 4                 | 7  | 1               |
| 2     | Canadá         | 1               | 1                |                   | 2  | 2               |
| 3     | Estados Unidos | 1               |                  |                   | 1  | 3               |
| 4     | China          |                 | 1                |                   | 1  | 3               |
| 4     | Japão          |                 | 1                |                   | 1  | 3               |
| TOTAL | TOTAL          | 4               | 4                | 4                 | 12 | —               |